# Gazda z Diabelnej (serial telewizyjny)
Gazda z Diabelnej – 6-odcinkowy polski serial TV dla młodzieży z 1979 roku w reż. Grzegorza Warchoła, oparty na powieści Cezarego Chlebowskiego pod tym samym tytułem. 

## Opis fabuły
Sudety, Ziemie Odzyskane tuż po II wojnie światowej. W małym poniemieckim miasteczku nowi, polscy mieszkańcy próbują odbudować normalne życie i znaleźć sobie swoje miejsce na ziemi. Są to tytułowy gazda Janek – autentyczny góral z Zakopanego i były żołnierz II Korpusu, który przybywa do miasteczka jako nowy kierownik miejscowego schroniska i chce je odbudować; porzucony przez przybranych niemieckich rodziców Rysiek – polskie dziecko wywiezione z Łodzi w ramach akcji germanizacyjnej, który mówiąc już słabo po polsku jest dla rówieśników z Polski "szwabem, którego trzeba lać"; była więźniarka, która w obozach koncentracyjnych spędziła kilka lat i przygarnia Ryśka, próbując mu stworzyć dom; Magda – uczestniczka powstania warszawskiego; nauczyciel Kosiński, próbujący organizować nauczanie oraz osadnicy, ich dzieci, żołnierze WOP i inni ludzie, dla których koniec wojny oznacza potrzebę odnalezienia się w nowej rzeczywistości. Wszyscy oni muszą zmierzyć się z wieloma nowymi problemami, począwszy od braku nafty czy chociażby gwoździ, a na grasujących w okolicy esesmanach z Werwolfu i szabrownikach skończywszy.

## Obsada aktorska
- Janusz Zerbst – "gazda" Janek
- Wojciech Staroń – Rysiek
- Irena Laskowska – opiekunka Ryśka
- Iwona Bielska – Magda
- Jan Krzyżanowski – porucznik, dowódca "wopistów"
- Leon Niemczyk – szabrownik
- Zbigniew Buczkowski – kapral WOP Buczek
- Wirgiliusz Gryń – drwal Nieściorek
- Igor Przegrodzki – nauczyciel Kosiński
- Ewa Szykulska – matka Ryśka
- Adam Probosz – chłopiec
- Marek Skolak – chłopiec
- Maciej Śliwowski – chłopiec
- Paweł Wiśniewski – chłopiec
- Konrad Wlazło – chłopiec
- Remigiusz Rogacki – karczmarz Józio
- Tadeusz Szaniecki – pełnomocnik Bardziński
- Monika Alwasiak – Greta
- Tadeusz Teodorczyk – Niemiec odpowiedzialny za ewakuację
- Bogumił Antczak – szabrownik
- Mieczysław Janowski – szabrownik
- Jacek Domański – niemiecki dywersant
- Eliasz Kuziemski – maszynista
- Zbigniew Lesień – oficer MO
- Bogdan Wiśniewski – Wójcik, oficer WP
- Józef Łodyński – mieszkaniec miasteczka
- Beata Lewandowska – pielęgniarka
- Kazimierz Iwiński – turysta z Radomia